# Santos Urdinarán
Santos Urdinarán (dit el Vasquito) est un joueur de football uruguayen, né le 30 mars 1900 à Montevideo et mort le 14 juillet 1979 dans la même ville, de 1,70 m pour 68 kg, ayant joué au Nacional de 1919 à 1933 (318 matchs pour 124 buts, en 14 saisons). Il occupait avec prédilection le poste d'ailier droit, et fut retenu à 22 reprises (2 buts) en sélection nationale, de 1923 à 1932.

## Biographie
Son palmarès personnel est particulièrement étoffé : il a en effet remporté une coupe du monde (en 1930 sans jouer la finale), deux titres olympiques (en 1924 et en 1928), trois Copa América (en 1923, 1924 et 1926), trois coupes Lipton et deux coupes Newton, cinq championnats d'Uruguay amateur (en 1919, 1920, 1922, 1923 et 1924), deux coupes Río de la Plata face au champion argentin (1919 et 1920), et participé aux tournées européenne de 1925 et nord-centro-américaine de 1927 avec son unique club.
Son frère Antonio Urdinarán, du Defensor puis du Nacional, remporta la Copa América en 1916, 1917 et 1920.